# قلمرو جانوران دیزنی

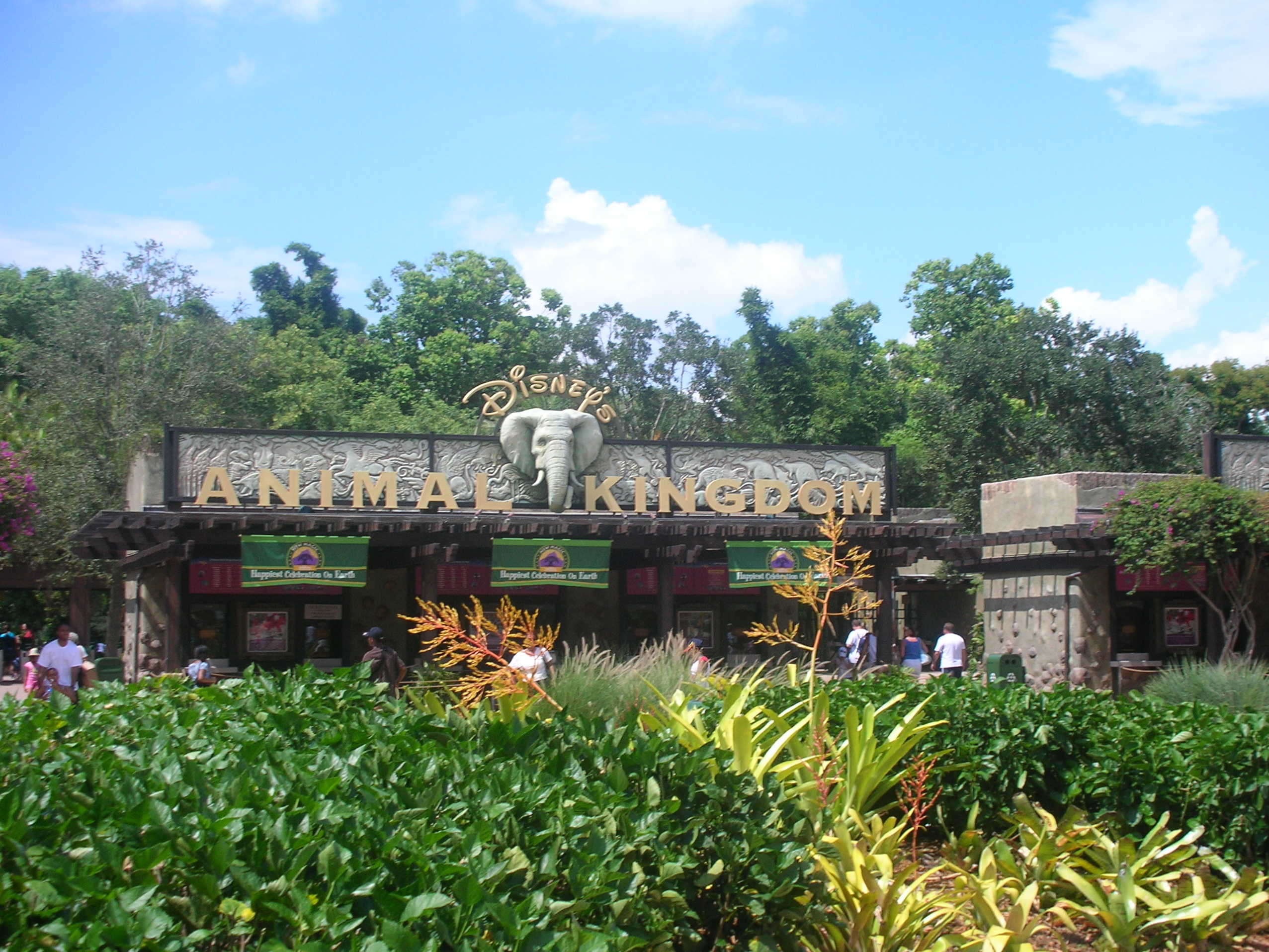

قلمرو جانوران دیزنی (به انگلیسی: Disney's Animal Kingdom) تأسیس ۱۹۸۹، نام یکی از باغ وحش‌های معروف ایالات متحده آمریکا است و در شهر اورلندو قرار دارد.
این باغ وحش حاوی ۱۷۰۰ جاندار، و در میان ۱۰ باغ وحش برتر آمریکا قرار دارد.